# Resozialisierung als Vollzugsziel
Resozialisierung bedeutet Wiedereingliederung in das soziale Gefüge der Gesellschaft. Sie bezieht sich insbesondere auf die Wiedereingliederung von Straftätern in das gesellschaftliche Leben außerhalb des Gefängnisses und ihre Befähigung zu einem Leben ohne Straftaten. Im allgemeinen Sprachgebrauch wird der Begriff mit der Erwartung verwendet, dass Straftäter ihr abweichendes Verhalten ändern und sich an die Ordnungs- und Wertvorstellungen (Normen) der Mehrheitsgesellschaft anpassen sollten.
Der Rechtsbegriff Resozialisierung verweist auf die Konzepte der Integration (Soziologie) und der Rehabilitation straffällig gewordener Personen.

## Resozialisierung (als Vollzugsziel)
Das Vollzugsziel Resozialisierung ist die wichtigste Programmvorgabe für alles, was im, rund um den und nach dem Strafvollzug geschieht oder unterlassen wird. Die Resozialisierung ist in Deutschland ein wichtiger Strafzweck (positive Spezialprävention). Das Resozialisierungsmodell geht davon aus, dass Verbrechen am besten verhindert wird, in dem man an den (ökonomischen, sozialen oder personellen) Faktoren ansetzt, die für die Ursachen von Kriminalität gehalten werden. Das an die Resozialisierung geknüpfte Behandlungsmodell richtet sich direkt auf den Straftäter mit dem Ziel Straftaten zu reduzieren. Der Begriff wird in der Literatur deshalb als ein „Synonym für ein ganzes Programm“ übersetzt.

### Begriffsdefinitionen
Die Interpretation des Resozialisierungsziels als „Wiedereingliederung in die Gesellschaft“ verweist auf den Gefangenen in seiner Rolle als Mitglied der Gesellschaft (als Synonym einer Normgemeinschaft). Bei Zuwiderhandlungen gegen die Strafrechtsnorm wird die Zugehörigkeit zur Gesellschaft in Frage gestellt.
Resozialisierung ist, Cornel und Maelicke (2003) folgend, nur als ein „Prozess“ zu verstehen, der sich nicht nur auf den Strafvollzug selbst, sondern auch auf Angebote außerhalb des Vollzugs bezieht. Resozialisierung meint auch, die vom Strafvollzug und anderen Kontrollorganisationen angestrebte Befähigung des Insassen zu einem Leben ohne (Rechts-)Konflikt nach der Entlassung. Deimling und Schüler-Springorum (1969) verwenden einen engen strafvollzugsbezogenen Begriff. Fabricius (1991) beschränkt seine Definition auf die „Wiedererlangung eines Rechtsbewusstseins“. Mit Baratta kann der Begriff auch auf die Aufnahmebereitschaft der Gesellschaft bezogen werden – als „Dienstleistung“ der Gesellschaft am inhaftierten Individuum. Resozialisierung verweist zudem darauf, dass im Laufe der (primären und sekundären) Sozialisation wichtige Instanzen nicht hinreichend „sozialisiert“ haben sollen. So wird auch auf die ökonomisch-soziale Ausgrenzung bestimmter Bevölkerungsgruppen hingewiesen.
Die Schreibweise Re-sozialisierung wird verwendet, um anzudeuten, dass es nicht nur darum geht wieder in die Gesellschaft zu integrieren, sondern erstmalig. Re-sozialisierung legt die Vorstellung nahe, es gäbe auch ein Leben außerhalb der Gesellschaft. Doch jeder Inhaftierte ist Teil der Gesellschaft, insbesondere einer „künstlichen Binnengesellschaft“, der „Gefängnisgesellschaft“ und in jedem Augenblick ein Teil der Rechtsgemeinschaft.

### Abgrenzung zu verwandten Begriffen
In der Literatur werden etliche Termini synonym oder als Ersatz zum Resozialisierungsbegriff benutzt. Dies sind insbesondere:
- Der Begriff der Besserung, der in der Rechtslehre und der Fachliteratur als Ziel abgelehnt wird.
- Der Erziehungsbegriff, der gegenüber Erwachsenen unpassend ist. Im Bereich des Jugendstrafrechtes (JGG) ist der Gedanke der Erziehung jedoch zentrales Element (Erziehungsgedanke im Jugendstrafrecht).
- Der Begriff der Sozialisation, der auf das Verhältnis zwischen Individuum und Gesellschaft verweist. Müller-Dietz und Schüler-Springorum brachten Ende der 1960er Jahre den Begriff der „Ersatzsozialisation“ ein, der sich direkt auf die Sozialisationsforschung bezog.
- Der Begriff der Behandlung. Calliess und Müller-Dietz begreifen „das gesamte Feld der sozialen Interaktion und Kommunikation zwischen Gefangenen und seinen Bezugspersonen“ als Behandlung.[7] Dies sind alle Maßnahmen, die dem Vollzugsziel nahekommen (§§ 6–9 StVollzG). Die Konzepte der Behandlung und der Resozialisierung bedingen sich gegenseitig.
- Der Begriff der (Sozialen) Integration führt zu der Frage der gegenseitigen Bedingtheit und Wechselwirkung zwischen Gefängnis und „Außengesellschaft“.[8] „Reintegration von Straffälligen“ wird häufig synonym zur Resozialisierung verwendet.
- Der Begriff der Rehabilitation wird in der deutschen, jedoch nicht in der angelsächsischen Verwendung von dem der Resozialisierung unterschieden. Resozialisierung ist eine spezielle Form von Rehabilitation.

Genauere Ausführungen zu den verwandten Begriffen finden sich bei Cornel (2003).

## Entwicklung der Resozialisierungsidee
Die Resozialisierungsidee ist historisch eng verknüpft mit den philosophischen Straftheorien (zum Beispiel mit dem Besserungsgedanken bei Platon oder den Konzepten von Gerechtigkeit bei Aristoteles und bei Thomas von Aquin). Die Straftheorien bilden Grundlagen für die Rechtfertigung von Strafe, der Gewährung von Rechten und die Auferlegung von Pflichten.
Ansätze der Besserungsidee können erstmals in deutschen Städten in Zuchthäusern des 17. Jahrhunderts gefunden werden, die als Funktionsbestimmung arbeitsfähige oder sozial und ökonomisch störende Menschen (keine Straftäter) „bessern“ und zu einem „geregelten Leben“ anleiten wollten.
Anfang des 18. Jahrhunderts wurde der Besserungsgedanke zurückgedrängt und die strafrechtlich legitimierte und mit körperlicher Misshandlung einhergehende Zwangsarbeit von Gefangenen in Armen-, Irren- und Waisenhäusern nahm zu.
Mitte des 18. Jahrhunderts führten der aufgeklärte Absolutismus und die Verbreitung naturrechtlicher Theorien zu einer Rationalisierung des Strafrechts. Der Rechtsphilosoph Cesare Beccaria (1738–1794) differenzierte als einer der Ersten zwischen mutmaßlicher Besserungsfähigkeit von Straffälligen und ihrer Gefährlichkeit. Durch die Verbreitung der Menschenrechtsidee (Aufklärung) entwickelte sich ein humaneres Verständnis vom Strafvollzug und damit erhielten auch Straftäter gewisse Rechte.
Im 19. Jahrhundert betonten Kant und Hegel, dass kein „Staat das Recht habe, in irgendeiner Weise bevormundend, erzieherisch oder moralisierend auf die Bürger einzuwirken“ und lehnten den Besserungsgedanken als nicht vereinbar mit der menschlichen Würde ab. Der Strafanspruch wurde damit begrenzt.
Erst ab der zweiten Hälfte des 19. Jahrhunderts traten die „relativen“ Straftheorien und damit auch der spezialpräventive Gedanke wieder in den Vordergrund. Mit der Differenzierung der zweckgerichteten Spezialprävention durch Franz von Liszts (1851–1919) fand der Gedanke der Resozialisierung im Strafvollzug Ende des 19. Jahrhunderts seine Grundlegung. Maßnahmen der Besserung und Erziehung erhielten durch die v. Liszts Klassifizierung von Gefangenen (in „unverbesserliche“ vs. „verbesserliche Hangtäter“) eine Konkretisierung.

### Begriffsgeschichte
Der Begriff selbst wird zum ersten Mal von Karl Liebknecht (1871–1919) in seinem Entwurf „Gegen die Freiheitsstrafe“ (1918) und in einer Veröffentlichung von Hans Ellger: „Der Erziehungszweck im Strafvollzug“ (1922) verwendet. Seinen Aufschwung erfuhr er durch die Entwicklung der empirischen Sozialwissenschaften und der kriminalpolitischen Fokussierung auf soziale Benachteiligung und Stigmatisierung zur Zeit der Weimarer Republik (1918–1933), die ein in Ansätzen auf gesellschaftliche Integration ausgerichtetes Strafrecht hervorbrachte (z. B. das von Gustav Radbruch (1878–1949) entworfene Reichs-Jugendgerichtsgesetz (RJGG)). Spezialprävention als Erziehungsgedanke wurde im nationalsozialistischen Deutschland (1933–1945) eng begrenzt und spielte eine untergeordnete Rolle. Mit dem Kriegsende fand der Resozialisierungsgedanke Eingang in das Besatzungsrecht. In der 3. Kontrollratsdirektive von 1945 wurden Umerziehung und Rehabilitation ausdrücklich als Ziele des Strafvollzuges formuliert. Erste Vorschläge zum Prinzip eines „Erziehungsstrafvollzuges“ wurden von der „Arbeitsgemeinschaft für Reform des Strafvollzugs“ in den 1950er Jahren gemacht. In den 1960er Jahren erfuhr der Resozialisierungsgedanke in der BRD seinen Aufschwung. In der DDR trat das Strafvollzugs- und Wiedereingliederungsgesetz (SVWG) am 12. Januar 1968 in Kraft, welches explizit den Erziehungsgedanken im Vollzug enthält. Ab 1977 wurde mit dem in Kraft getretenen Strafvollzugsgesetz (StVollzG) in der BRD Resozialisierung als vorrangiges Ziel der sozialen Integration vor den sonstigen Aufgaben des Vollzugs betont.

### Krise des Begriffs
Eine Abkehr von der „Behandlungsideologie“ in der BRD war bereits Ende der 1970er bis Anfang der 1980er Jahre festzustellen. Kritikpunkte waren:
- die Gefahren für die Einschränkung der Grundrechte (Umgang mit Gefangenen, Beeinflussungstechniken)
- die Frage nach der Wirkungslosigkeit von Behandlung im Strafvollzug (Ineffektivität, Rückfallquote).

Das Resozialisierungsideal wurde nicht nur durch die empirisch umstrittene und relativierte These des „Nothing Works“ geschwächt, sondern, so David Garland (2001) und Susanne Krasmann (2003), die gesellschaftliche Wahrnehmung und der Umgang mit Problemen der Kriminalität änderten sich. Dieser Wandel lässt sich auch als die Rückkehr des Strafrechts zu seinen repressiven Formen beschreiben.

## Gesetzliche Grundlagen
Freiheitsentzug und Beschränkung der freien Lebensgestaltung dürfen nur aufgrund einer gesetzlichen Grundlage erfolgen. Nach Calliess/Müller-Dietz (2003) hat die gesetzliche Regelung des Strafvollzugs folgende Funktionen: zum einen die Rechtsstellung und Behandlung des Gefangenen entsprechend dem sozialen Rechtsstaat. Zum andern dient sie der Reform und Weiterentwicklung des Strafvollzuges im Sinne des Vollzugsziels. Eine Konzeption zur Verwirklichung des Resozialisierungsgedankens liegt seitens des Gesetzgebers nicht vor. Konzeptionelle Vorschläge dazu sind zu finden bei Cornel 2003 und Leyendecker 2002.

### Verfassungsrechtliche Stellung
1973 hat das Bundesverfassungsgericht (BVerfG) Resozialisierung als „die Wiedereingliederung des Straftäters in die Gesellschaft“ definiert. und als das „herausragende Ziel“ des Vollzuges von Freiheitsstrafen festgeschrieben. „Die Verfassung gebietet es, den Strafvollzug auf das Ziel der Resozialisierung auszurichten. Der einzelne Gefangene hat einen grundrechtlichen Anspruch darauf. Dieses Gebot folgt aus dem Selbstverständnis einer Rechtsgemeinschaft, die Menschenwürde in den Mittelpunkt ihrer Wertordnung stellt und dem Sozialstaatsprinzip verpflichtet ist.“ Die Gesellschaft, so das Bundesverfassungsgericht, hat ein unmittelbares eigenes Interesse daran, dass der Täter nicht wieder rückfällig wird. Die Betonung des Verfassungsranges darf jedoch nicht dazu führen, „dass jemand zum bloßen Objekt staatlichen Handelns gemacht“ und zwangsweise resozialisiert wird. Hassemer spricht von „einem Recht des Verurteilten, in Ruhe gelassen zu werden.“
Ungeachtet finanzieller und organisatorischer Schwierigkeiten hat der Staat den Vollzug so auszustatten, wie es zur Realisierung des Vollzugszieles erforderlich ist. Dem steht eine tatsächlich eingeschränkte Ausstattung im Strafvollzug entgegen (höhere Gefangenenrate, Personalmangel, Überbelegung, Einsparungen), was zur Folge haben kann, dass die Verwirklichung des Vollzugsziel erheblich eingeschränkt wird.

### Strafvollzugsgesetz
Am 1. Januar 1977 ist das Strafvollzugsgesetz (StVollzG) mit einer Festlegung auf „Resozialisierung als Vollzugsziel“ in § 2 Satz 1 in der Bundesrepublik Deutschland in Kraft getreten. 
Am 3. Oktober 1990 bekam es mit dem Einigungsvertrag in ganz Deutschland Gültigkeit.
§ 2 Satz 1 StVollzG formuliert das für den Strafvollzug geltende Vollzugsziel und ein Bekenntnis zur sozialen Eingliederung von Straftätern: „Im Vollzug der Freiheitsstrafe soll der Gefangene fähig werden, künftig in sozialer Verantwortung ein Leben ohne Straftaten zu führen (Vollzugsziel).“
Bezogen auf die Praxis der Vollzugsgestaltung kann der Angleichungsgrundsatz (§ 3 Abs. 1 StVollzG) als Konkretisierung des Resozialisierungszieles gelesen werden: „Das Leben im Vollzug soll den allgemeinen Lebensverhältnissen soweit als möglich angeglichen werden.“ Der Gegenwirkungsgrundsatz (§ 3 Abs. 2 StVollzG) macht deutlich, dass schädlichen Folgen des Freiheitsentzuges entgegenzuwirken ist. Der Eingliederungsgrundsatz (§ 3 Abs. 3 StVollzG) bestätigt das Gebot der Resozialisierung, indem er Hilfen und Unterstützung gegenüber dem Gefangenen formuliert. § 4 Abs. 1 StVollzG verdeutlicht: „Der Gefangene wirkt an der Gestaltung seiner Behandlung und an der Erreichung des Vollzugszieles mit. Seine Bereitschaft hierzu ist zu wecken und zu fördern“. Die Mitwirkung des Gefangenen ist jedoch schwerlich zu objektivieren. Zudem sind die Resozialisierungsmaßnahmen nur als Angebote zu werten und nicht als Verpflichtung. Dem Gefangenen dürfen resozialisierende Maßnahmen nicht vorenthalten, er darf aber auch nicht zu ihnen gezwungen werden (Feest 1990).
Um die Entlassung vorzubereiten, soll der Vollzug gelockert werden (§ 15 Abs. 1 StVollzG).

### Weitere Rechtsgebiete der Resozialisierung
Der Allgemeine Teil des Sozialgesetzbuches (SGB) enthält soziale Rechte des Einzelnen gegenüber dem Staat. Der Prozess der Resozialisierung ist einzuordnen in ein Netzwerk von Institutionen und Sozialen Diensten, die sich unterscheiden lassen in justizförmige und freiwillige Straffälligenhilfe.
- Die Aufgaben der Straffälligenhilfe werden geregelt in:

Jugendgerichtsgesetz  (JGG); Kinder- und Jugendhilfegesetz (KJHG); Strafprozessordnung (StPO); Strafgesetzbuch (StGB); Bundessozialhilfegesetz (BSHG)
- Sonder- und Detailregelungen:

Jugendarrestvollzugsordnung (UhaftVollzO); Strafvollstreckungsverordnung (StVollstrO);
Strafvollzugsvergütungsverordnung (StVollzVergO); Gesetz über den Verkehr mit Betäubungsmitteln (BtMG); Bundeszentralregistergesetz (BZRG); Opferentschädigungsgesetz (OEG).
Ausführlich zu den Rechtsgebieten der Resozialisierung siehe bei Cornel und Maelicke 2002.

## Resozialisierung unter den Bedingungen des Freiheitsentzuges
Der Strafvollzug umfasst und beschränkt sämtliche Lebensbereiche der Gefangenen und weist damit Merkmale einer „totalen Institution“ (Erving Goffman) auf, die der Resozialisierung entgegenstehen. Auf den Effekt eines negativen Sozialisationsprozess im Strafvollzug, der in der Kriminologie mit dem Begriff „Prisonisierung“ beschrieben wird, machte zuerst Clemmer (1940/1958) aufmerksam.
Die Freiheitsstrafe setzt dem Resozialisierungsziel klare Grenzen. Sie erschwert die auf Selbstbestimmung, Selbständigkeit und Eigenverantwortung zielende Resozialisierung. Im Vollzug werden genau diese Ziele aus organisatorischen Gründen und aufgrund von Sicherheitsaspekten nicht gefördert. Der Gesetzgeber verweist im Strafvollzugsgesetz bereits indirekt auf diese negativen Auswirkungen des Freiheitsentzugs (insbesondere § 3 Abs. 1 und 2 StVollzG). Gesetzlich betrachtet kommt der Einhaltung der Sicherheit und Ordnung im Vollzug keine Priorität vor dem Vollzugsziel zu, sondern ist etwas, das (notfalls) garantiert sein muss (AK StVollzG-Feest/Lesting § 2 Rn. 5, 2006). Ebenso begrenzt die verfassungsmäßige Aufgabe des „Schutzes der Allgemeinheit“ das Resozialisierungsziel. Insbesondere bei Vollzugslockerungen, die als Voraussetzungen für eine gelingende Resozialisation gelten, werden Einschränkungen aufgrund des Sicherheitsaspektes vollzogen. Der grundrechtliche Schutzbereich der Resozialisierung wird in der Praxis durch Einzelfallabwägungen (Wahrscheinlichkeit einer Straftatenbegehung) eingeschränkt.
Als resozialisierungsfeindlich kann das häufig von Gewalt geprägte Haftleben und eine Anpassung der Inhaftierten an die Gefangenengemeinschaft (in der problematische subkulturelle Machtbeziehungen etabliert werden) beschrieben werden. Dieser Anpassung an die Gefängnissubkultur wird Priorität vor dem Leben nach der Haft eingeräumt. Die Gefahr der Rückfälligkeit wird damit erhöht.
Baratta zeigt auf, dass das Gefängnis eine Reihe negativer Effekte birgt und Resozialisierung allenfalls „trotz der Gefängnisstrafe“ gelingen mag.

## Diskussion
- Nicht alle Normbrüche sind mit gesellschaftlicher Ausgrenzung und dem Ziel der Resozialisierung belegt (z. B. Wirtschaftskriminalität). Das Resozialisierungsmodell setzt die Annahme voraus, dass bereits vor der Straffälligkeit eine ökonomisch-soziale Ungleichheit als Ursache der Kriminalität vorliegen kann. Insassen in Vollzugsanstalten kommen zum großen Teil aus benachteiligenden Umständen. „Somit beschreibt Resozialisierung (…) auch den Prozeß der Ausgliederung bestimmter Bevölkerungsgruppen, die als resozialisierungsbedürftig definiert werden. Resozialisierung ist Teil der sozialen Kontrolle und Selektion und damit Ausdruck der staatlichen Ordnungspolitik“.[22] Das Ethos des Resozialisierungsmodells ist es, nicht alle Gesellschaftsmitglieder für gleich zu halten. Ihm liegen drei Annahmen zugrunde: 1.) dass es kriminalitätsbegünstigende Faktoren gibt, die das Individuum determinieren (biologische, psychische, soziale oder eine Kombination aus allen dreien). 2.) Dass Kriminelle sich von Nicht-Kriminellen unterscheiden. Und 3.) dass diese Differenz auf einer (pathologischen) Abweichung beruhen kann.
- Wie Hassemer (1982) beschreibt, dient die Resozialisierung der Rechtfertigung des Freiheitsentzuges durch den Staat. Der stigmatisierende Persönlichkeitseingriff und die negativen Auswirkungen der „totalen Institution“ werden positiv mit der Idee seiner „Behandlung“ verknüpft.
- Durch das Fehlen einer bedarfsgerechten inhaltlichen Resozialisierungskonzeption bleibt die Qualität und die Überprüfbarkeit der Wirkung von Resozialisierungshilfen unklar.
- Zwischen Resozialisierung und der Vollzugsaufgabe Sicherung besteht ein Zielkonflikt, der unter Beachtung des Vorranges des Vollzugszieles zu lösen ist. Seit Inkrafttreten der Föderalismusreform (2006), die jedem einzelnen Bundesland die Gesetzgebungszuständigkeit für den Strafvollzug zuschreibt, wird in einzelnen Bundesländern eine mögliche Vorzugsstellung des Schutzes der Bevölkerung vor neuen Straftaten diskutiert (Dünkel 2003).

## Hilfsverein in Deutschland
In Deutschland gibt es den Verein Schwarzes Kreuz, welcher Straffälligen während und nach der Haft bei der Resozialisierung hilft. Die Hilfe erfolgt teilweise durch ein soziales Umfeld und Persönlichkeitsentwicklung.

## Norwegen
Der Strafvollzug in Norwegen ist seit einer Reform in den 1990er-Jahren stark auf die soziale Wiedereingliederung ausgerichtet. Ein Focus liegt auf der menschenwürdigen Behandlung der Gefangenen und einer weitestgehenden Normalität; beispielsweise sind die Gefangenen ab dem ersten Tag selbst für die Wäsche und den Haushalt verantwortlich. In einem mehrstufigen System können Gefangene schrittweise in einen offeneren Vollzug wechseln. Wer gute Führung vorweist und nicht als Sicherheitsrisiko gilt, darf schrittweise in einen liberalen offenen Vollzug wechseln, bis hin zum gemeinschaftlichen Wohnen in sogenannten Halfway-Houses als letztem Schritt vor der Rückkehr in die Freiheit.

## Schweiz
Nebst allgemeinen Bemühungen im Rahmen des normalen Strafvollzugs steht in der Schweiz derzeit ein spezielles Konzept zur Resozialisierung jugendlicher Gewalttäter im Vordergrund des Interesses. Im Arxhof im Kanton Basel-Landschaft werden junge männliche Delinquenten, die sich v. a. schwerer Körperverletzungen schuldig machten, in mehrjährigem offenem Vollzug therapeutisch der Resozialisierung zugeführt. Unter dem Regime einer gewaltfreien, aber strengen und stark reglementierten Hausordnung werden den Jugendlichen fehlende ethische Normen und Werte vermittelt. Arbeit (es wird im Arxhof eine Berufslehre begonnen), Therapie und Vermitteln von gewaltfreien Konfliktlösungs-Methoden stehen dabei im Zentrum. Die Rückfallquote der Teilnehmer am Arxhof-Programm beträgt rund 25 Prozent und ist damit tiefer als jene im normalen Strafvollzug. Die jungen Männer erwerben beim Durchlaufen des Programmes neu die Fähigkeit, sich der ethischen Verwerflichkeit ihrer Tat bewusst zu werden, was eine Grundvoraussetzung der Wieder-Eingliederung in die Gesellschaft darstellt.

## Rezeption
Des Themas haben sich u. a. Filme wie Adams Äpfel (2005) oder An unsere klagenden Herzen (2024) angenommen.